# 156 Pułk Piechoty (Cesarstwo Niemieckie)

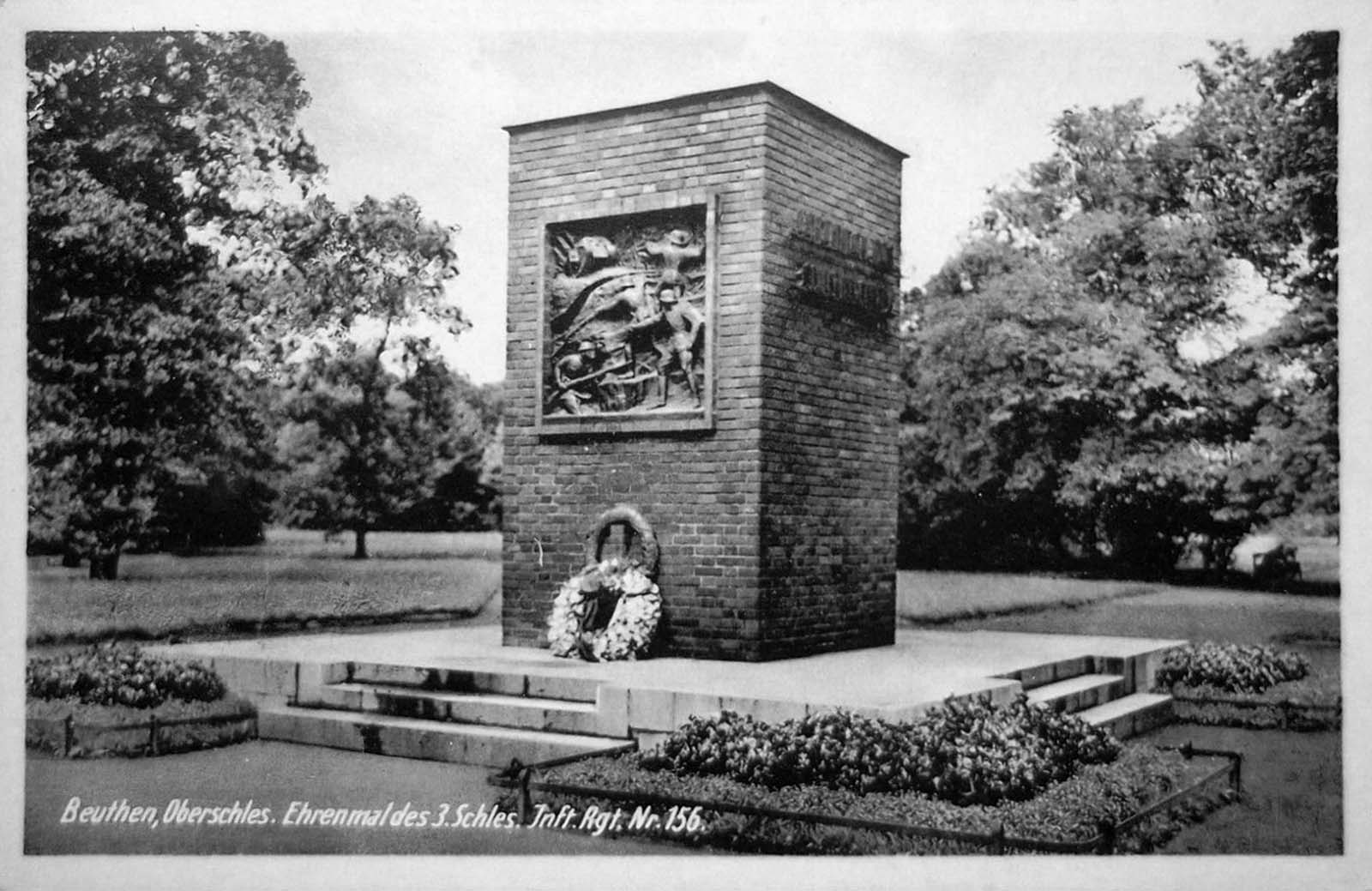
Pomnik żołnierzy 156 pp poległych w I wojnie światowej, który znajdował się w parku miejskim w Bytomiu, pocztówka z około 1930

156 Pułk Piechoty (3 Śląski) (niem. 3. Schlesisches Infanterie-Regiment Nr. 156) – pułk piechoty niemieckiej.
Pułk  utworzony 31 marca 1897  w Brzegu. Brał udział w I wojnie światowej na froncie zachodnim, wschodnim i we Włoszech.

## Dowódcy pułku

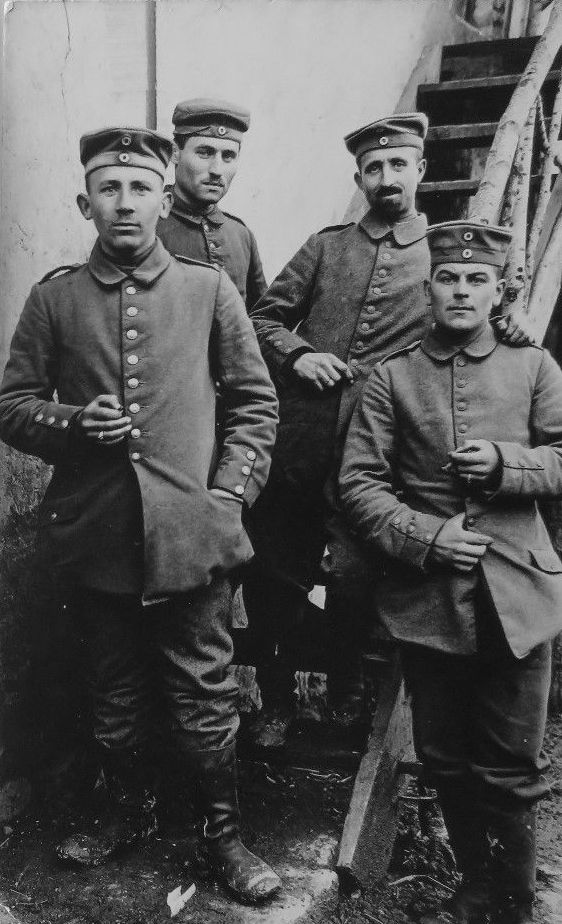
Żołnierze 156 pułku piechoty

- 1897: von Rentzell
- 1900: von Birnbaum
- od 1904: baron von Rechenberg

## Skład
Jednostkę sformowano w dwa bataliony z następujących oddziałów:
I batalion z:
- IV batalionu 10 Pułku Grenadierów im. Króla Fryderyka Wilhelma II
- I półbatalionu 38 Pułku Fizylierów im. Feldmarszałka Hrabiego Moltkego

II batalion z:
- IV batalionu 11 Pułku Grenadierów im. Króla Fryderyka III
- IV bółbatalionu 51 Pułku Piechoty

## Przynależność

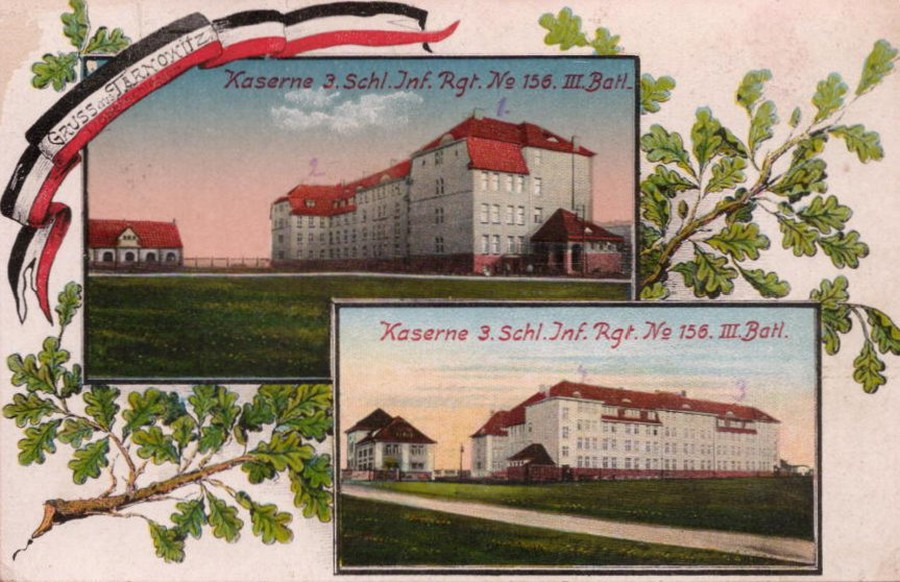
Dawne koszary III/156 pp przy ulicy Tadeusza Kościuszki w Tarnowskich Górach

I batalion stacjonował w Bytomiu. II batalion miał siedzibę w Tarnowskich Górach.
Pułk wchodził w skład 23 Brygady Piechoty (23. Infanterie-Brigade) z siedzibą w Gliwicach. W ramach większego związku taktycznego jednostka wchodziła w skład odpowiednio: 12 Dywizji Piechoty w Nysie i VI Korpusu Armijnego we Wrocławiu.

## Umundurowanie
Surdut i spodnie były koloru granatowo-niebieskiego z czerwonym kołnierzem i białymi mankietami rękawów. Na ramionach złote epolety z czerwonymi cyframi pułku. Oficerowie nosili standardowe pikielhauby ze złotym orłem, a żołnierze czapki koloru czerwonego w części dolnej i granatowo-niebieskiego w części górnej.